# Rodolfo Jáuregui
Rodolfo Jáuregui Espinoza (Guadalajara; 15 de abril de 1946-11 de marzo de 2007) fue un futbolista mexicano que jugaba de defensa.

## Clubes
| Club         | País   | Año       |
| ------------ | ------ | --------- |
| Atlas F.C.   | México | 1965-1969 |
| C.D. Oro     | México | 1969-1970 |
| C.F. Laguna  | México | 1970-1971 |
| C.F. Torreón | México | 1971-1973 |

## Palmarés

### Títulos nacionales
| Título      | Club  | País   | Año     |
| ----------- | ----- | ------ | ------- |
| Copa México | Atlas | México | 1967-68 |